# Zygmunt Grzebieniak
Zygmunt Grzebieniak (ur. 21 sierpnia 1949 r.) – polski lekarz medycyny, specjalizujący się w chirurgii; nauczyciel akademicki związany z Uniwersytetem Medycznym we Wrocławiu.

## Życiorys
Urodził się 21 sierpnia 1949 roku. W latach 1968–1974 po zdaniu egzaminu dojrzałości, studiował na Wydziale Lekarskim Akademii Medycznej we Wrocławiu. Po ukończeniu studiów rozpoczął 1 października 1974 roku pracę zawodową w ówczesnej Klinice Chirurgii Ogólnej II Instytutu Chirurgii (obecnie pod nazwą - II Katedra i Klinika Chirurgii Ogólnej i Chirurgii Onkologicznej), w której pracuje do dziś i w której przeszedł wszystkie stopnie kariery zawodowej i naukowej. W 1979 roku obronił pracę doktorską na Wydziale Lekarskim, a w 1990 habilitował się na podstawie pracy pt. Etapowe,'otwarte' pukanie jamy brzusznej w leczeniu rozlanego zapalenia otrzewnej /badania doświadczalne, uzyskując stopień naukowy doktora habilitowanego nauk medycznych w zakresie medycyny o specjalności chirurgia jamy brzusznej. W 1998 roku uzyskał tytuł profesora z rąk prezydenta Polski Aleksandra Kwaśniewskiego. W 2002 roku na swojej macierzystej uczelni otrzymał stanowisko profesora zwyczajnego.
Pełnił szereg istotnych funkcji organizacyjnych na wrocławskiej uczelni medycznej. Od 2000 roku jest kierownikiem II Katedry i Kliniki Chirurgii Ogólnej i Chirurgii Onkologicznej. W latach 1996–1999 był dziekanem Wydziału Pielęgniarskiego (obecnie Wydziału Nauk o Zdrowiu). Przez dwie kadencje (1999–2005) pełnił funkcję prorektora do spraw dydaktyki. Obecnie od 2012 roku sprawuje urząd prorektora do spraw nauki.
Jest członkiem licznych towarzystw naukowych. W latach 1998–2007 był członkiem zarządu European Association for Endoscopic Surgery. W okresie od 1999 do 2003 pełnił funkcję przewodniczącego Dolnośląskiego Oddziału Towarzystwa Chirurgów Polskich, a od 1999 roku jest członkiem Zarządu Głównego i członkiem honorowym tego towarzystwa. Był konsultantem wojewódzkim do spraw chirurgii w województwie legnickim.

## Dorobek naukowy i odznaczenia
Dorobek naukowy Zygmunta Grzebniaka liczy 320 publikacji, w tym 197 prac oryginalnych, ogłoszonych w czasopismach polskich i zagranicznych oraz redakcja 2 podręczników dla studentów. Jest promotorem 15 doktoratów i ponad 40 prac magisterskich. Należy bądź należał do kolegiów redakcyjnych czasopism: "Polskiego Przeglądu Chirurgicznego", '"Proktologii" i "Advances in Clinical and Experimental Medicine". Do jego głównych kierunków badawczych należą: chirurgia zapalenia otrzewnej, chirurgia onkologiczna, zwłaszcza przewodu pokarmowego oraz chirurgia endoskopowa.
Za swoją działalność naukową, dydaktyczną i organizatorską otrzymał liczne nagrody, w tym m.in. Złotą Odznakę Zasłużony dla
Województwa i Miasta Wrocławia, Krzyż Oficerski Orderu Odrodzenia Polski, Krzyż Kawalerski Orderu Odrodzenia Polski, Złoty i Srebrny Krzyż Zasługi oraz Medal Komisji Edukacji Narodowej. W 2019 roku odznaczony Srebrną Odznaką Honorową Wrocławia.